# Wolf Roth
Wolf Roth, właściwie Wolf-Egbert Klapproth (ur. 30 sierpnia 1944 w Torgau) – niemiecki aktor telewizyjny.

## Filmografia
- 1970: Perrak jako Nick
- 1971: Tatort – odc. "Blechschaden" jako Jessner, asystent Finkesa
- 1971: Der verliebte Teufel (TV) jako Don Alvarez
- 1971: Ich werde dich töten, Wolf jako Wolf
- 1972: Tatort – odc. "Strandgut" jako Jessner, asystent
- 1973: Tatort – odc. "Jagdrevier" jako Jessner, asystent
- 1974: Któryś z nas (Einer von uns beiden) jako Hohenberg
- 1974: Der kleine Doktor - odc. "Besuch aus Paris" jako Philippe
- 1975: Tatort – odc. "Kurzschluß" jako asystent Jessner
- 1977: Quincy, M.E. - odc. "Hot Ice, Cold Hearts" jako Müller
- 1978: Plutonium jako Porfirio Perez
- 1979: Fleisch jako Bill
- 1983: Derrick - sezon 10 - odc. "Via Genua" jako Achim Huber
- 1984: Derrick - odc. "Ein Spiel mit dem Tod" jako Ulrich Hossner
- 1986: Derrick - odc. "Entlassen Sie diesen Mann nicht!" jako dr Kraus
- 1987-90: Dziedzictwo Guldenburgów (Das Erbe der Guldenburgs) jako Thomas von Guldenburg
- 1990: Derrick - odc. "Höllensturz" jako Arnold Kiesing
- 1991: Derrick - odc. "Caprese in der Stadt" jako Gaug
- 1991: Telefon 110 – odc. "Thanners neuer Job" jako Wilfried Ortner
- 1991: Derrick - odc. "Der Schrei" jako Simon Krüger
- 1993: Derrick - odc. "Die seltsame Sache Liebe" jako Seidel
- 1994: Derrick - odc. "Gib dem Mörder nicht die Hand" jako Gerhard Schumann
- 1994: Derrick - odc. "Abendessen mit Bruno" jako pan Mandy
- 1995: Derrick - odc. "Ein Mord, zweiter Teil" jako Rudolf Kollau
- 1995: Derrick - odc. "Eines Mannes Herz" jako Arnold Bertram
- 1995: Derrick - odc. "Die Ungerührtheit der Mörder" jako Profesor Weiland
- 1985: Niebezpieczne ujęcia (Cover Up) – odc. "Nicholas" jako Nicholas
- 1985: Strach na wróble i Pani King (Scarecrow and Mrs. King) – odc. "Hans Retzig" jako Hans Retzig
- 1998: Klaun (Der Clown) – odc. "Waffenbrüder" jako Alain van Vericke
- 1998: Derrick - odc. "Mama Kaputtke" jako Reuter
- 2006: Goldene Zeiten jako Jürgen Matthies
- 2009: Kobra – oddział specjalny - odc. "Der Panther" jako Alexander Christo